# Copa Rubro-Verde
La Copa Rubro-Verde es un torneo de fútbol amistoso de pretemporada que busca reunir a los clubes con tradiciones portuguesas.
La Portuguesa-RJ ganó las dos ediciones del torneo.

## Palmarés
| Año  | Sede           | Campeón       | Final Resultado | Subcampeón    | Tercer lugar                      | Resultado                       | Cuarto lugar           |
| ---- | -------------- | ------------- | --------------- | ------------- | --------------------------------- | ------------------------------- | ---------------------- |
| 2018 | São Paulo      | Portuguesa-RJ | 0:0 (3-1 pen.)  | Portuguesa-SP | Portuguesa Santista               | 3:2                             | Portuguesa Londrinense |
| 2019 | Río de Janeiro | Portuguesa-RJ | 3:0             | Marítimo      | Portuguesa Santista Portuguesa-SP | no hubo partido por el 3º lugar |                        |